# Fêche-l'Église
Fêche-l'Église es una comuna francesa situada en el departamento del Territorio de Belfort, de la región de Borgoña-Franco Condado.
Los habitantes se llaman Fêchois.

## Geografía
Está ubicada a 16 km al sur de Belfort, cerca de Delle y fronteriza del departamento de Doubs.

## Demografía
| 365 | 412 | 637 | 789 | 764 | 787 | 767 | 792 |
| Para los censos de 1962 a 1999 la población legal corresponde a la población sin duplicidades (Fuente: INSEE [Consultar]) |     |     |     |     |     |     |     |